# Cuenca Atchafalaya
La cuenca Atchafalaya, o pantano Atchafalaya, es el mayor pantano de Estados Unidos. Situada al centro-sur de Luisiana, es una combinación de pantanos y deltas donde convergen el río Atchafalaya y el golfo de México. La cuenca de Atchafalaya es única por su sistema de crecimiento gracias al delta.

## Características geográficas

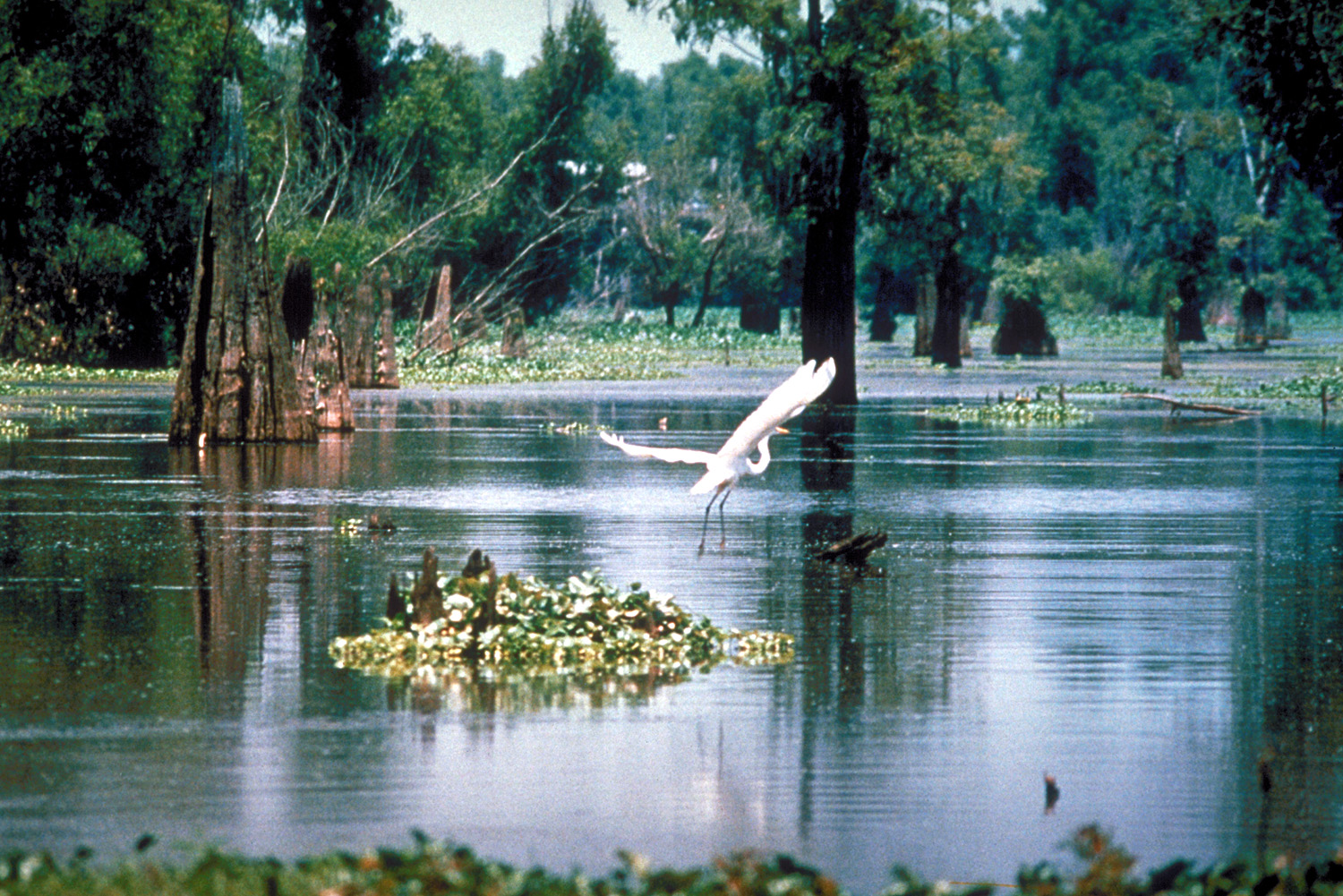
Un pantano en la cuenca Atchafalaya.

La cuenca Atchafalaya 29°26′30″N 91°25′00″O / 29.44167, -91.41667, en torno a la llanura del río, está constituida de pantanos de cipreses calvos y marismas que aumentan las condiciones salobres y finalizan en hierbas pantanosas de Spartina, cerca de la desembocadura del golfo de México. Incluyen el Río Bajo Atchafalaya, Lago Wax Outlet, Bahía Atchafalaya, Río Atchafalaya, Pantano Chene, Pantano Boeuf y el canal navegable Black.
La cuenca, que es susceptible de grandes inundaciones, está escasamente habitada. La cuenca tiene alrededor de 20 millas (32,2 km) de ancho (de este a oeste) y 150 millas (241,4 km) de largo. Con 595 000 acres (2407,9 km²), es el pantano natural más grande de la nación, que contiene importantes superficies de bosque de madera noble, pantanos, y lagos de aguas estancadas lakes.
Las pocas carreteras que lo cruzan pasan por las cimas de los diques. La Interstate 10, que atraviesa la cuenca por los pilares elevados desde Maringouin, Louisiana a Henderson, pasa por un puente de 18.2 millas (29290 m) 30°21′50″N 91°38′00″O / 30.36389, -91.63333. 
El Refugio Nacional de la Fauna y Flora de Atchafalaya se creó en 1984 para mejorar las comunidades de plantas en peligro de extinción y disminuir las especies de la vida silvestre, aves acuáticas y aves migratorias.

## Cuenca geológica
Geológicamente, Atchafalaya ha servido periódicamente como canal principal del río Misisipi mediante el proceso del cambio de delta, que ha formado la extensa llanura del delta del río. Desde comienzos del siglo XX, debido a las alteraciones artificiales del canal, el Misisipi ha tratado de cambiar su canal princila de Atchafalaya. Por ley, una proporción regulada del agua del Misisipi es desviada al Atchafalaya por la Estructura de Control Old River.
Para más información sobre el tema, véase Río Atchafalaya

### Degradación de las zonas pantanosas por amortiguación

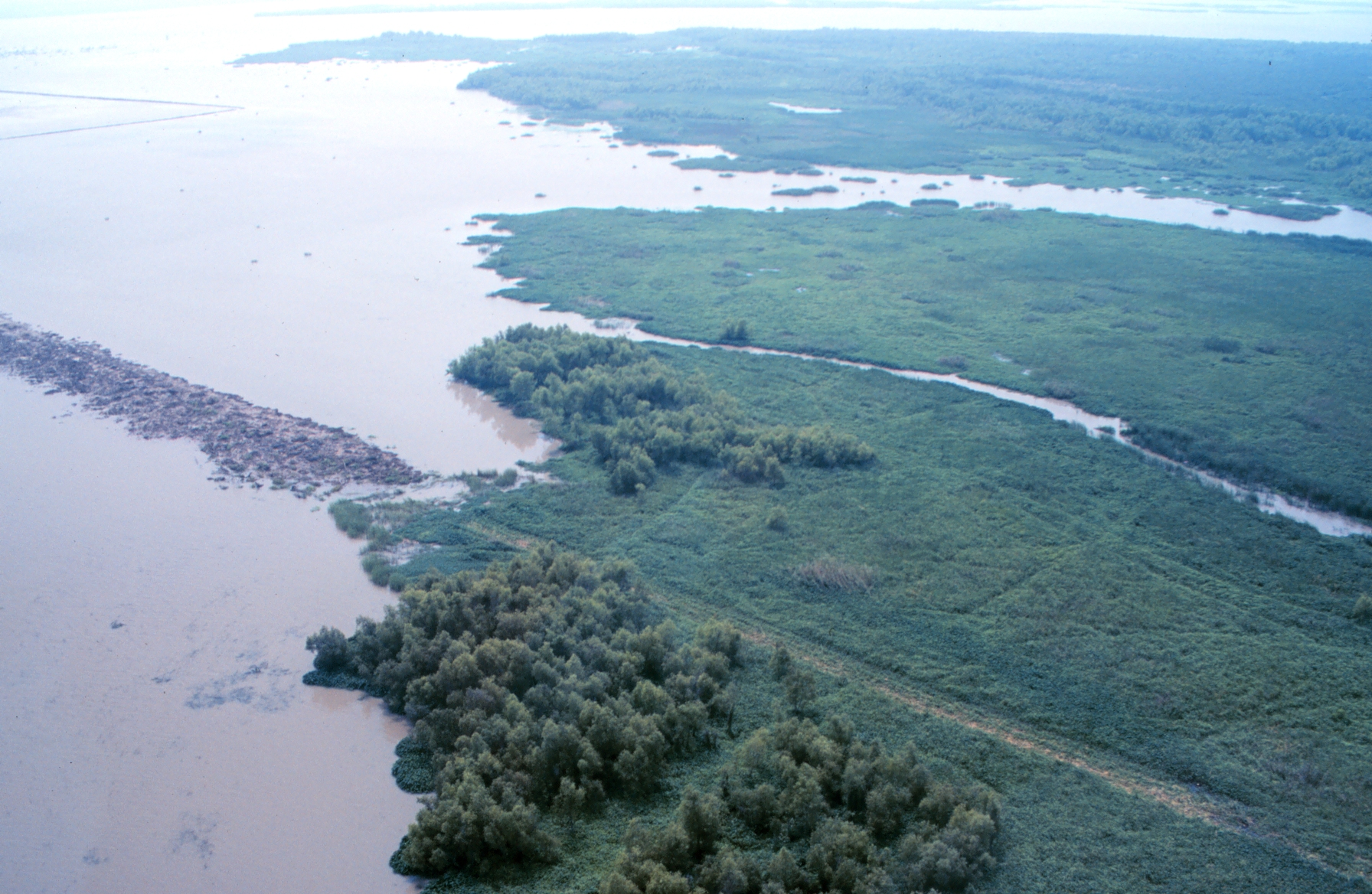
Vista aérea del proyecto de restauración Big Island Mining en la Bahía de Atchafalaya.

El control de las inundaciones, junto con las del Misisipi, se ha convertido en una cuestión controversial en las recientes décadas. Se ha generalizado la sospecha de la canalización del río y la posterior disminución de las tasas de sedimentación se ha convertido en una grave degradación de las marismas que rodean los humedales, así como el aumento de pueblos sumergidos y tierras agrículas. La Inspección Geológica de los Estados Unidos (USGS) informa que alrededor de 29 millas cuadradas (75 kilómetros cuadrados) se pierde cada año.
Las marismas costeras constituyen una zona de amortiguación que protege toda la costa de Luisiana frente a los huracanes del golfo de México y disipa las consecuentes marejadas ciclónicas. Los pantanos dependen de la reposición de los sedimentos depositados, que ahora se están depositando sobre el borde de las plataformas continentales, debido al flujo de canalización artificial del Misisipi. Desde 1950 hasta 1970, las industrias petroleras dragan las profundidades de los pantanos para que pudieran pasar los barcos hacia las plataformas de trabajo. Los bordes han continuado dragándose, hasta formarse anchos canales de aguas poco profundas, los saladares.
La desaparición del delta de la región es considerado por muchos ecologistas, así como por el Estado de Luisiana, como una de las amenazas ecológicas más importantes de los Estados Unidos. La pérdida del delta ha sido discutido por el escritor Mike Tidwell en 2003 en su libro "Despedida de los Pantanos: La Vida Rica y la Trágica Muerte de la Costa Cajun de Luisiana".